# Menneus camelus
Menneus camelus är en spindelart som beskrevs av Pocock 1902. Menneus camelus ingår i släktet Menneus och familjen Deinopidae. Inga underarter finns listade i Catalogue of Life.